# 朝鮮純宗
朝鮮純宗（：／ Joseon  Sunjong；1874年2月8日—1926年4月25日）姓李，諱坧（：／ Yi Cheok），字君邦，號正軒，是朝鮮高宗李㷩的兒子，大韓帝國第二位、也是最後一位皇帝，於1907年7月20日－1910年8月29日期間在位。年號隆熙，所以又名隆熙皇帝（：／ Yungheeje），谥号文溫武寧敦仁誠敬孝皇帝。由於二戰日本投降後朝鮮半島受到美國與蘇聯的軍事佔領，又分裂為大韓民國和朝鮮民主主義人民共和國兩個國家，朝鮮半島不再是一個統一的主權國家，故純宗也是迄今最後一位實際統治整個朝鮮半島的朝鮮民族國家元首。

## 出生
純宗李坧是朝鮮高宗的唯一活到成年的嫡子，他的母親是明成皇后（閔妃）。
高宗15岁大婚，王妃闵妃。但高宗迷恋尚宫李順娥，李尚宫于同治七年（1868年）首先生子李墡。闵妃先后怀孕三次，流产一次，夭折两次，因此高宗生父兴宣大院君对闵妃的生育能力产生怀疑，主张立李尚宫之子李墡为世子。
1873年，闵妃联合自己家族的闵升镐、閔謙鎬及其他反兴宣大院君的势力，发动政变，将攝政兴宣大院君赶下台，闵妃集团掌握实权。
1874年，闵妃生下李坧後，要求立刻封李坧为世子，高宗支持闵妃，但神貞王后不满闵妃单独掌权，主张立高宗庶长子李墡为世子。宗主国清朝起先支持神贞王后，闵妃以族人闵奎镐为礼曹判书，负责对清外交，又急忙派人赴大清巴结李鸿章等，甚至与东莱倭馆接洽，透过倭馆贿赂日本驻华公使，使其从中斡旋。用时一年多，糜费百万金。光绪元年（1875年）正月初一，高宗决定册封不满周岁的李坧为世子，李坧成为朝鲜王朝受封年龄最小的世子。正月初七，派李裕元为世子册封使。二月十九日，在昌德宮仁政殿举行册封仪式。八月，李裕元启程前往清朝。次年正月，清朝派前盛京户部侍郎吉和、内阁学士烏拉喜崇阿为正副敕使前往朝鲜，册封李坧为王世子。

## 生平
李坧出生后不久，高宗就特地下令以“增广庆科”的名义举行科举考试，以示庆祝。李坧经常生病，闵妃除了召集御医进行医治以外，还遍祭金刚山一万二千峰，各峰施以米一石、布一匹、钱千两，又招来大批僧道、巫祝作法祈福。李坧出生后四年间，闵妃又生下二子，皆夭折。
光绪八年（1882年）正月，李坧入学，行冠禮，闵妃命外戚闵台镐为博士，担任世子的首席老师，又内定闵台镐之女为世子嫔。二月二十一日，李坧与闵氏于安国洞新宫舉行嘉礼。该年六月，爆发壬午兵变，闵妃将李坧转移到景祐宫，自己化装成宫女逃跑。兴宣大院君宣布闵妃已死，世子“至恸无穷”。后来清军干涉，大院君被抓到清國，闵妃回到宫廷。世子亲赴宫门迎接。高宗对世子非常溺爱，“每饭，拣馔而食之；每衣，张袖而穿之”，闵妃经常在世子犯错时打骂世子，呵曰：“汝虽世子，岂无父母！”世子因此不畏惧高宗而畏惧闵妃。
1896年2月11日俄館播遷，随高宗乘妇女轿子逃出日本人控制的宫廷；高宗下令逮捕亲日派金弘集等人，任用李范晋、李完用等亲俄派，又向俄出卖利益作為交換。1897年2月20日，高宗搬出俄国公使馆，偕李坧到庆运宫（今德寿宫）；8月，改年号为光武，10月12日高宗称帝，改国号大韩帝国，封李坧為皇太子。
1898年6月29日开大元帅府，高宗任大元帅，统辖陆海各军，李坧为陆海军元帅。9月13日發生毒茶事件，高宗和皇太子李坧的咖啡遭金鸿陆、厨师孔昌徳和金钟浩摻入砒霜、鴉片的混合物，高宗因為沒喝而倖免、但是李坧中毒昏厥，同時受害的還包括七位内侍、三位女官。這次下毒事件損害李坧的身心狀況，留下判斷能力障礙的後遺症。
1907年7月20日，33歲登基。1910年8月29日，被日本降為昌德宮李王；1926年，純宗病逝，年52歲。即使當時日本認為是僭越，李王職長官閔泳綺等人根據高宗的先例，定廟號為純宗、上諡號「文溫武寧敦仁誠敬孝皇帝」，安葬在京畿道近郊南楊州市金谷的裕陵。

## 性格

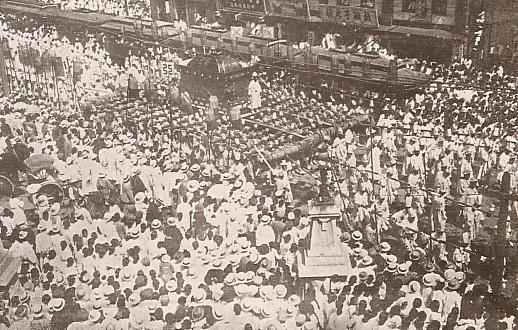
純宗國葬，1926年6月10日

有记载“世子记性绝人，凡朝章、国故、山川、关防、钱谷、甲兵之簿，以及士夫门阀、谱牒、科宦年月，随事胪列，历历不差”，性格开朗活泼，喜欢游戏。由于他聪明绝伦，东宫侍臣们根本比不上他，所以他经常骑着东宫侍臣作赶牛状，引来宫中大笑。
李坧经历了乙未事变，朝鲜人禹范善参与刺杀闵妃，在闯入坤宁阁杀害闵妃时，日本人控制了朝鲜高宗和世子。高宗在乾清宫长安堂见日本人入侵，想吸引日本人注意，以便闵妃逃脱，便打开长安堂中所有窗户，自己站在前面，一些日本人便进入长安堂，有个日本人扯住高宗的肩臂，有日本人在高宗身边开枪，殴打宫女。李坧被日本人捉住，“牵捽头发，脱毁其冠，拟刃迫问王后处所，而幸不被伤”。高宗和李坧吓得面如死灰，战战兢兢。李坧受到刺激，经常大哭，并不停地呼喊着母后。每逢此时，身边的宫女侍从无不泪流满面。从此性情大变，由活泼开朗变得沉默寡言。据说八年后在日本暗杀禹范善的高永根就是李坧委派的。

## 家庭

### 皇后
| 稱號           | 生卒年                      | 本貫 | 父母                                                                                          | 備註 |
| -------------- | --------------------------- | ---- | --------------------------------------------------------------------------------------------- | --- |
| 純明孝皇后閔氏 | 1872年－1904年              | 驪興 | 驪恩府院君閔台鎬 前母：贈坡城府夫人坡平尹氏 生母：贈鎮陽府夫人鎮川宋氏 母：宜昌府夫人宜寧南氏 | 高宗19年（1882年）與9歲的王世子李坧於安國洞的別宮行嘉禮，封世子嬪。高宗41年（1904年）於慶運宮康泰室病逝。              |
| 純貞孝皇后尹氏 | 1894年9月19日－1966年2月3日 | 海平 | 海豐府院君尹澤榮 慶興府夫人杞溪俞氏                                                           | 諱「曾順」；高宗四十三年（1906年）成為皇太子李坧的東宮繼妃，純宗即位（1907年）後，進封皇后，成為大韓帝國唯一一位皇后。 |

關於純宗妻妾，純宗實錄記載一位惠安堂貴人梁氏，但一般均認為純宗生前只有皇后未納任何後宮，不知是否實錄翻譯時出現錯誤（以資料來看，有可能是日本人將德惠翁主生母福寧堂貴人梁春基堂號記載錯誤，因為過世時間相同）。

## 纯祖大王
在朝鮮歷史上曾有另外一位純宗大王李玜。後來因為純宗大王的旁支即位，所以被追封為純祖。